# Christoph Friedrich von Mihlendorff Freiherr von Manteuffel

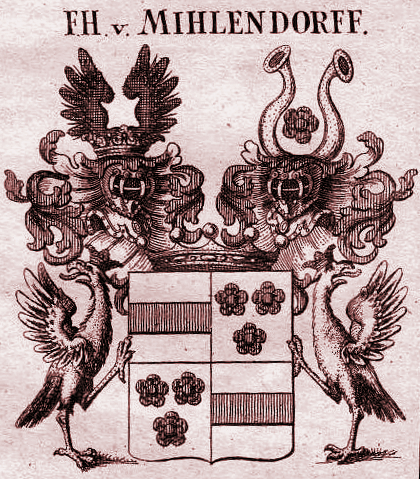
Wappen der Mihlendorff Freiherren v. Manteuffel

Christoph Friedrich von Mihlendorff (auch Mullendorff), seit 1742 von Mihlendorff Freiherr von Manteuffel (* 12. Februar 1727 in Warschau; † 28. März 1803 in Waldheim), war Adoptivsohn des kursächsischen Kabinettministers Ernst Christoph Graf von Manteuffel und Begründer der briefadeligen freiherrlich sächsisch-niederlausitzer Linie der Familie von Manteuffel.

## Leben
Christoph Friedrich wuchs nach dem frühen Tod seiner Mutter Friederike Caroline, geb. von Biesenroth, zunächst als Halbwaise auf. Die Erziehung des Knaben übernahm alsbald seine zukünftige Stiefmutter Friedrike Charlotte Sophia Mogge (alias von Moggen, * 24. Februar 1702; † 2. Februar 1776 in Sorau), Tochter des Johann Sebastian Mogge (~ 8. Februar 1655, Pfarrersohn einer bürgerlichen Familie aus Schachten) und einer geborenen von Egidy. Christoph Friedrichs Vater, Christoph von Mullendorff, war als Oberstleutnant zu sehr beschäftigt und abwesend, als dass er allein väterliche Pflichten ohne mütterliche Pflege wahrnehmen konnte. So ehelichte er auf Vermittlung des Grafen Ernst Christoph von Manteuffel kurz nach dem Tod der Mutter in zweiter Ehe Friedrike Charlotte Mogge. Friedrike Charlotte war Haushaltsdame des Grafen Ernst Christoph. Als Christoph Friedrichs Vater 1729 in Polen verstarb, kümmerte sich Ernst Christoph von Manteuffel als väterlicher Freund und Taufpate um die weitere Entwicklung des zweijährigen Vollwaisen Mihlendorff. Der Graf schien ein außerordentliches Interesse an seiner Entwicklung nehmen zu wollen, war er doch selbst ohne männliche Nachkommen, als sein einziger leiblicher Sohn bereits im Alter von elf Monaten im Jahre 1719 verstarb. Ernst Christoph leitete seine Erziehung und Ausbildung. Manteuffel schrieb:

„(…) dieser junge Offizier, ich kümmere mich um Ausbildung und Studium, und ich mag ihn, als wäre er mein eigener Sohn (…)“

Friedrike Charlotte von Mihlendorf bezeichnete Christoph Friedrich indes als ihren Sohn. Unter dem Namen von Mihlendorff Freiherr von Manteuffel wurde er am 12. Januar 1742 adoptiert und auf Ersuchen Ernst Christophs vom Kurfürsten Friedrich August von Sachsen in den Freiherrenstand erhoben. Fortan siegelte er mit einem Allianzwappen, angelehnt an den Wappen der Familien Manteuffel und Mogge.

### Bildung
Ab 1738 erhielt Christoph Friedrich Privatunterricht von einem Hofmeister. Anschließend studierte er eineinhalb Jahre an der Universität Halle, zunächst Mathematik und Logik bei Christian Wolff, daran anschließend an der Universität Leipzig, wo er sein Studium mit dem Magister abschloss. Am 2. August 1743 hielt der Student, junge Kavalier und Baron eine Feierrede auf der akademischen Jubelfeier zu Ehren der 50-jährigen akademischen Bürgerschaft seines Ziehvaters Ernst Christoph von Manteuffel in Leipzig.

### Militärische Laufbahn

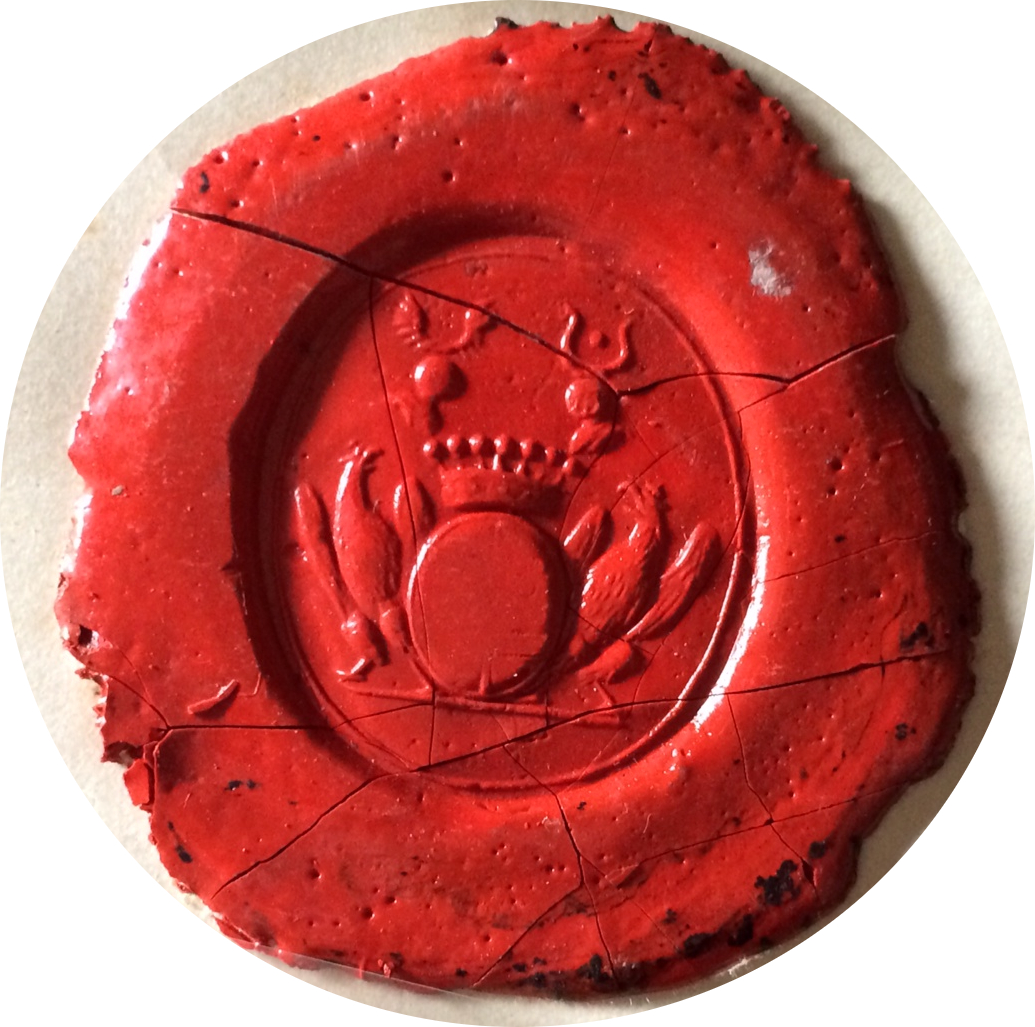
Siegel der Mihlendorff Freiherren v. Manteuffel

Trotz exzellenter Bildungschancen in Wissenschaften und Künsten, die er durch seinen Ziehvater genossen hatte, entschied sich Christoph Friedrich für eine militärische Laufbahn. Bereits von 1733 bis 1742 wurde er als Fähnrich in den Ranglisten geführt. Am 8. August 1742, im Alter von 15 Jahren, wurde er Secondelieutenant im kursächsischen 2. Regiment Garde zu Fuß (1712 in Polen errichtet). 1743 avancierte er zum Sousleutnant und war in Hertzberg stationiert. Zum Premierleutnant wurde er 1746 befördert. In diesem Rang wechselte er 1748 zum Graf Brühl-Infanterieregiment. Um 1752 war Manteuffel in Guben und zwischendurch auch in Sorau stationiert. Als Kapitän führte er 1760 eine Grenadier-Kompanie. 1798 stieg er zum kursächsischen Major und Kommandeur einer Halbinvaliden-Kompanie in Waldheim auf. In dieser Stellung blieb er bis zu seinem Tod. An den Feldzügen 1744–1745, 1758–1763 und 1778–1779 nahm er aktiv teil.
Manteuffel wurde auf seinen Stationen immer von seiner Mutter Friedrike Charlotte begleitet.

## Wappen
Als Stammwappen Vereinigung des Manteuffelschen Balkenwappen und den drei Moggenschen Rosen. Schild geviert: 1 und 4 in silber ein roter Querbalken. Der Helm trägt zwei schwarze Adlerschwingen, bekrönt von einer Adelskrone. 2 und 3 in silber, drei, 2 und 1 rote Rosen. Der Helm trägt zwei goldene Büffelhörner, dazwischen eine rote Rose, schwebend. Über dem Schild eine freiherrliche Krone. Helmdecken in rot und weiß.

## Familie
Christoph Friedrich war Spross eines altmärkischen Uradelsgeschlechts von Möllendorff (auch Müllendorf bzw. Mühlendorf), und zwar vermutlich den inzwischen ausgestorbenen Möllendorff mit dem „Spitzenwappen“. Seine Eltern waren der kaiserliche Vicekolonell Christoph von Möllendorf (~ 30. Mai 1691 in Böhne (Altmark); † 5. Oktober 1729 ermordet in Polen) und Friederike Caroline von Biesenroth († 1727).
Am 18. Januar 1762 heiratete er Christiane Margarethe Elisabeth von Hartig a. d. H. Althörnitz (* 16. Januar 1736 in Zittau; † 23. April 1812), Tochter des Adam Jakob von Hartig (* 18. Mai 1707 in Zittau; † 7. März 1761 auf Althörnitz) und der Johanna Helene Erdmuthe von Spiller (* 23. Juni 1718; † 1. Dezember 1800). Das Paar lebte zunächst auf dem Gut Althörnitz und hatte folgende Kinder:
- Ernst Friedrich Adam Freiherr von Manteuffel (* 12. Oktober 1762; † 13. Mai 1822), kgl.-sächs. Hof- und Justizrat

⚭ 26. September 1794 Johanna Freiin von Wagner (1761–1802)
⚭ 12. Oktober 1804 Caroline von Gössnitz (* 1782; † 1841)
- Georg August Ernst Freiherr von Manteuffel (* 26. Oktober 1765 auf Althörnitz; † 8. Januar 1842 in Dresden), kgl.-sächs. wirklicher Geh.-Rath, Konferenz-Minister und Gesandter am Bundestage

⚭ NN von Meyer
⚭ Jeannette Freiin von Wagner
⚭ Maria Teresia Ignatia Acier (* 1768; † 1830)
- Ernst Hans Wilhelm Freiherr von Manteuffel (* 23. Juli 1767; † 4. Juni 1829 in Guben), kgl.-preuß. Landrat in Guben

⚭ 25. Januar 1796 Caroline Wilhelmine von Ziegler und Klipphausen auf Ostrichen (1766–1807)
⚭ Ernestine Therese von Ziegler und Klipphausen auf Ostrichen (1785–1848)
- Johanne Karoline Amalie Friederike Freiin von Manteuffel (* 1770; † 1771)
- Johanna Caroline Amalie Freiin von Manteuffel (* 1772; † 1848)[8]

⚭ 28. Mai 1794 Thomas Freiherr von Wagner (1759–1817)
- Hans Karl Erdmann Freiherr von Manteuffel (* 6. März 1773 in Sorau; † 31. März 1844 in Magdeburg), kgl.-preuß. Geheimrat und Chef-Präsident des kgl.-preuß. Oberlandesgerichts zu Magdeburg

⚭ 28. Oktober 1804 Isabelle Johanne Wilhelmine Gräfin zu Lynar (* 1781; † 1849)
- August Heinrich Bernhard Freiherr von Manteuffel (* 1774; † 1775)
- Friedrich Otto Gottlob Freiherr von Manteuffel (* 6. April 1777; † 20. Januar 1812 in Lübben), kgl.-sächs. Präsident der Oberamtsregierung und des Konsistoriums zu Lübben

⚭ 17. August 1803 Auguste Helene Christiane von Thermo (* 1782; † 1810)
Die genauen Umstände des frühzeitigen Ablebens der Eltern Christoph Friedrichs sind nicht näher bekannt. 1744 tauchte eine Taufabschrift des Knaben auf, die überschrieben wurde und Friedrike Charlotte Sophia Mogge nicht nur als leibliche Mutter des Knaben anführte, sondern selbige auch urplötzlich als de Moygen bzw. von Moggen nobilitierte. Im Gegenzug wurde die Mutterschaft der Friederike Caroline von Biesenroth dort ausgelöscht. Der originale Eintrag in dem betreffenden Kirchbuch blieb dagegen jedoch unverändert.
In der Vergangenheit gingen Familienangehörige davon aus, dass eine leibliche Vaterschaft des Ernst Christoph von Manteuffel nicht unwahrscheinlich sei. Genährt wurde diese Vermutung in der Vergangenheit noch durch mehrdeutige Titulierungen für Friedrike Charlotte von Mihlendorf in persönlichen Briefen des Ernst Christoph von Manteuffel. Rechenberg berichtete über Christoph Friedrich gar:

„Mr Mühlendorf batard de Manteufel (…)“